# New Hampshire Motor Speedway
Le New Hampshire Motor Speedway est un circuit automobile de type speedway de forme ovale qui accueille annuellement des courses organisées par la NASCAR pour ses compétitions de Cup Series, d'Xfinity Series et de Camping World Truck Series. Il est situé à Loudon dans le New Hampshire aux États-Unis.
Ces compétitions sont organisées depuis le début des années 1990. Il accueille également la plus longue compétition de motos d'Amérique du Nord, le Loudon Classic. 
Surnommé The Magic Mile, ce speedway peut également être transformé en circuit routier d'une longueur de 1,6 milles (2,575 km) incluant une bonne partie de l'ovale.
À l'origine, le complexe était connu sous le nom de Bryar Motorsport Park (de 1960 à 1989) avant d'être racheté et développé par Bob Bahre. La piste est actuellement l'une des huit principales pistes de NASCAR. Elle appartient et est exploitée par la société Speedway Motorsports, Inc.

## Caractéristiques
La piste fut ouverte en juin 1990 après neuf mois de travaux de construction, sur le site de l'ancien circuit routier Bryar Motorsports Park. Elle a une capacité d'accueil de 88 000 places assises,. Principalement utilisé par les courses de NASCAR, cet ovale fut également le lieu de courses de CART de 1992 à 1995 et de l'IndyCar Series (ex Indy Racing League) de 1996 à 1998.
Le revêtement est composé d'asphalte et de granit.
Sa longueur est de 1 058 miles (1 693 mètres). Les virages ont une inclinaison de 12° et les lignes droites d'1°.
Le circuit routier a quant à lui une longueur de 1,6 milles (2,575 km).

## La mascotte
En 2009, les propriétaires du circuit présente leur première mascotte, Milo the Moose (Milo l'Orignal). Il porte un costume couleur feu avec le logo et le nom du circuit. Il porte souvent un casque ouvert avec une visière sombre. Il est présent les week-ends de course lors des cérémonies de présentation des pilotes à qui il serre les mains ainsi qu'autour et dans le circuit lorsqu'il va à la rencontre des fans.

## Histoire

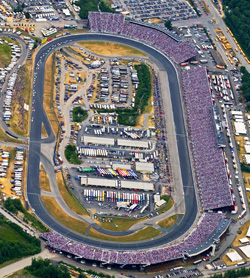
Vue aérienne du circuit.

Le circuit New Hampshire International Speedway est inauguré en juin 1990 après neuf mois de travaux commandités par la famille Bahre laquelle avait racheté l'ancien site désaffecté le Bryar Motorsports Park. L'ancien circuit routier fut transformé en un site multi-usages, les courses de NASCAR j'ajoutant à la course de motos très populaire (le Loudon Classic), aux courses de kart (WKA) et aux courses SCCA. Après les travaux, il est devenu le plus long circuit de la Nouvelle-Angleterre et le plus grand site de sports et de divertissement de la région. Sa construction fut assez originale pour un circuit automobile parce qu’il ne fut pas fait appel à des ingénieurs-conseils pour le concevoir, la société n'utilisant qu'un seul géomètre-arpenteur (dont le travail principal fut de planter des piquets). 
La première course de NASCAR en Busch Series (actuellement les Xfinity Series composant la deuxième division de la NASCAR) a lieu en juillet 1990 et est remportée par le pilote Tommy Ellis (en). Pendant trois années consécutives, deux courses des Busch Series y seront organisées. Les courses de Busch Series sont couronnées de succès. 
En 1993, la NASCAR inscrit dans le calendrier de la Cup Series une course à Loudon qui se déroulera au moins de juillet. C'est Rusty Wallace qui remporte le premier Slick 50 300 cette année-là. Cette course était aussi la dernière du pilote Davey Allison, celui-ci décédant le lendemain dans un accident d'hélicoptère.
En 1996, Ernie Irvan remporte la course de Cup Series et en fait l'une des victoires les plus émouvantes de l'histoire de la NASCAR. Cette victoire survenait moins de deux ans après le terrible accident au cours duquel il faillit perdre la vie sur le circuit du Michigan International Speedway. Ses chances de survie à l'époque avaient été estimées à moins de 10 %.
Après la saison 1996, Bahre et Bruton Smith (en) rachètent le circuit North Wilkesboro Speedway (en). En tant que propriétaires, ils vont déplacer la course de Cup Series qui s'y déroulait vers leur circuit du New Hampshire Motor Speedway. Cette deuxième course se déroulera en automne, vers la mi-septembre. De 2004 à 2010, elle constituera la première course des playoffs (anciennement appelés la Chase for the Championship (en)). En 2011, la course permutte et devient la seconde course du premier tour (Challenger Round) de la Chase.
Le site a aussi accueilli de 1992 à 1995, des courses du championnat de CART et de 1996 à 1998, des courses du championnat d'Indy Racing League (actuellement dénommé IndyCar Series). Tony Stewart était un des pilotes vainqueurs dans ces compétitions. Il gagnera pas la suite trois courses en NASCAR Cup Series sur ce même circuit.   
En 2000, le circuit est le théâtre de deux accidents graves qui couteront la vie à deux jeunes pilotes très prometteurs :
- Le 12 mai, lors d'une séance d'essais en Busch Series, Adam Petty décède à 19 ans des suites d'un accident causé par l'accélérateur de sa voiture qui reste coincé dès la sortie du second virage. Il arrive ainsi en pleine vitesse à l'entrée du troisième virage et percute violemment le mur extérieur entre les virages 3 et 4.
- Le 7 juillet, Kenny Irwin Jr. (Rookie de l'année 1998, âgé de 30 ans) décède lors d'une séance d'essais pour la première course de Cup Series.

Par mesures de sécurité, les propriétaires du circuit décident d'imposer des plaques de restriction sur les voitures pour la course de Cup Series du mois de septembre 2000, comme sur les circuits de Daytona et de Talladega. Elle restera la seule course organisée avec plaque de restriction sur le circuit de New Hampshire. En effet, celle disputée en 2000 et gagnée par Jeff Burton se révèle insipide, sans aucun changement de leader et sans aucun événement marquant. Elle fut la première course menée de bout en bout par le même pilote depuis les années 1970.
Le New Hampshire 300 de 2001 était initialement programmé le 16 septembre soit le dimanche après les attaques terroristes du 11 septembre. Vu les circonstances, la course est reportée au vendredi 23 novembre, après Thanksgiving. La météo à cette époque de l'année généra beaucoup d'inquiétude, mais le jour de la course s'est heureusement avéré être particulièrement doux. C'est le pilote Robby Gordon qui gagne la course.
En 2002, afin d'augmenter la compétitivité de la course, les virages sont transformés pour présenter une inclinaison progressive, variant de 4° dans leur partie intérieure à 12° d'inclinaison dans leur partie supérieure. En 2003, des barrières plus sures sont installées dans les virages.
Lors du Sylvania 300 de 2003, La voiture de Dale Jarrett est complètement détruite à la suite d'un accident entraînant un drapeau jaune. À cette époque, le règlement de la NASCAR prévoyait qu'en cas de drapeau jaune, les pilotes devaient continuer leur route et se regrouper sur la ligne de départ du circuit pour commencer la course sous neutralisation. Ce règlement permettait à certains pilotes qui étaient à un tour ou plus du leader de le dépasser pour récupérer un tour. Au cours de la saison 2003, plusieurs incidents eurent lieu mettant en cause des pilotes qui tentaient de récupérer ainsi un tour, provoquant presque un autre accident. La voiture de Jarrett s'était immobilisée sur la ligne droite principale et sur l'itinéraire des autres voitures qui tentaient de récupérer un tour. Il risquait d'être percuté par une de ces voitures. 
Même s'il n'y eut pas d'autre accident à cette occasion, la NASCAR estima qu'il fallait modifier ce point du règlement. Dès la course suivante, en cas de drapeau jaune, il devenait interdit de se dépasser pour reprendre un tour, les pilotes conservant la place qu'ils occupaient dès la sortie du drapeau. Cependant, il fut décidé également qu'en cas de drapeau jaune, le dernier pilote à avoir été relégué à un tour du leader, récupérait d'office son tour de retard. Ce point du règlement est appelé le Free Pass et le pilote bénéficiant de cette règle sera appelé par les fans The Lucky Dog. Cette règle sera appliquée à toutes les catégories des courses de NASCAR.
À la mi-mai 2006, après une semaine de très fortes précipitations, Loudon, ainsi que de nombreuses régions de la Nouvelle-Angleterre, ont subi des inondations dévastatrices. Plusieurs routes et ponts ont été dégradés près du circuit. Le terrain a été inondé, tout comme la piste (alors qu'un e course avait lieu sur le circuit routier). Le complexe avait déjà été inondé en octobre 2005.
En juin 2009, la course de Cup Series, le Foxwoods Resort Casino 301, à la suite d'une tempête, est arrêtée avant terme, certaines endroits autour et dans le circuit étant inondés, en particulier le tunnel de la partie intérieure (infield) du circuit. Toutefois, les activités postérieures à la course n'ont pas du être interrompues.
Avant la saison 2008, la société Speedway Motorsports rachète pour 340 millions de dollars le complexe ainsi que d'autres actifs liés aux courses automobiles appartenant à la famille Bahre. Le nom du circuit devient le New Hampshire Motor Speedway. L'un des autres actifs inclus dans la vente était la part de 50 % détenue dans le circuit North Wilkesboro Speedway (en). Les autres 50 % étaient détenus par Bruton Smith (en), le PDG de Speedway Motorsport..

Logo utilisé en 2015 pour célébrer le 25e anniversaire du circuit

Les propriétaires du circuit vont faire de nombreux efforts afin que les courses de l'IndyCar Series y soient à nouveau disputées pour la saison 2009. Ce n'est qu'en 2011, que l'Indy revient sur le circuit. Cependant, la course n'a pas réussi à attirer beaucoup de spectateurs. De plus certaines décisions prises par les officiels en fin de la course ont été très controversées. Ces éléments conduisent en 2012, la NASCAR a ne plus organiser de course d'IndyCar Series sur le circuit. 
Après le Sylvania 300 de 2012, Bruton Smith décide d'installer un éclairage permanent sur le speedway comme sur les autres circuits de forme ovale appartenant à la société Speedway Motorsports. Or, avant l'inauguration du circuit, il avait signé un accord juridique avec la ville de Loundon et plusieurs propriétaires voisins, interdisant l'organisation de courses nocturnes. Cet accord liait toujours les propriétaires actuels. Un sondage à ce propos est réalisé en octobre 2012 à Loudon. 58 % des votants ne s'opposeront pas à l'organisation des courses de nuit. Ce sondage portait également sur la construction d'un casino sur le site, en cas d'accord par les autorités de l'État du New Hampshire.
Pour la saison 2018, les épreuves de NASCAR Cup Series et de Camping World Truck Series du mois de septembre ne seront plus disputées sur le circuit, celles-ci étant déplacées vers le circuit Las Vegas Motor Speedway.

## Statistiques NASCAR

### Courses actuelles
| Catégorie                         | Nom de la course             |
| --------------------------------- | ---------------------------- |
| NASCAR Cup Series                 | Foxwoods Resort Casino 301   |
| NASCAR Cup Series                 | ISM Connect 300              |
| NASCAR Xfinity Series             | Overton's 200 (en)           |
| NASCAR Camping World Truck Series | UNOH 175 (en)                |
| NASCAR Whelen Modified Tour (en)  | Town Fair Tire 100           |
| NASCAR Whelen Modified Tour (en)  | New Hampshire 100 (en)       |
| NASCAR Whelen Modified Tour (en)  | F.W. Webb 100                |
| NASCAR K&N Pro Series East (en)   | United Site Services 70 (en) |

### Records en NASCAR
| Catégorie                                               | Pilote               | Temps           | Moyenne                     | Date              |
| ------------------------------------------------------- | -------------------- | --------------- | --------------------------- | ----------------- |
| NASCAR Cup Series en qualifications                     | Brad Keselowski      | 27,090 s        | 140,598 mi/h (226,271 km/h) | 20 septembre 2014 |
| NASCAR Cup Series en courses                            | Jeff Burton          | 2 h 42 min 35 s | 117,134 mi/h (188,509 km/h) | 13 juillet 1997   |
| NASCAR Xfinity Series en qualifications                 | Kyle Busch           | 28,873 s        | 131,916 mi/h (212,298 km/h) | 13 juillet 2013   |
| NASCAR Xfinity Series en courses                        | Kyle Busch           | 1 h 53 min 26 s | 111,928 mi/h (180,131 km/h) | 27 juin 2009      |
| NASCAR Camping World Truck Series en qualifications     | Austin Dillon        | 28,574 s        | 133,296 mi/h (214,519 km/h) | 26 septembre 2015 |
| NASCAR Camping World Truck Series en courses            | Kyle Busch           | 1 h 33 min 35 s | 109,780 mi/h (176,674 km/h) | 24 septembre 2011 |
| NASCAR Camping World East Series (en) en qualifications | Ben Rhodes           | 29,622 s        | 127,414 mi/h (205,053 km/h) | 7 octobre 2014    |
| NASCAR Camping World East Series (en) en courses        | Ted Christopher (en) | 1 h 13 min 9 s  | 108,476 mi/h (174,575 km/h) | 5 décembre 2001   |
| NASCAR Whelen Modified Tour (en) en qualifications      | Mike Ewanitsko       | 28,693 s        | 132,743 mi/h (213,629 km/h) | 19 juillet 2001   |
| NASCAR Whelen Modified Tour (en) en courses             | Todd Szegedy (en)    | 0 h 51 min 11 s | 123,087 mi/h (198,089 km/h) | 16 juillet 2011   |
| NASCAR Sportsman Division (en) en qualifications        | T.W. Taylor          | 33,740 s        | 112,887 mi/h (181,674 km/h) | 9 février 1990    |
| NASCAR Sportsman Division (en) en courses               | Dennis Setzer (en)   | 1 h 33 min 5 s  | 85,250 mi/h (137,197 km/h)  | 9 février 1990    |

### Records en NASCAR Cup Series
(dernière mise à jour le 13 juillet 2014)
| + grand nombre de victoires     | 4     | Jeff Burton              |
| + grand nombre de Top-5         | 16    | Jeff Gordon              |
| + grand nombre de Top-10        | 22    | Jeff Gordon              |
| + grand nombre de départs       | 39    | Jeff Gordon, Jeff Burton |
| + grand nombre de pole position | 7     | Ryan Newman              |
| + grand nombre de tours courus  | 11363 | Jeff Gordon              |
| + grand nombre de tours en tête | 1371  | Jeff Gordon              |
| Place moyenne au départ *       | 8.7   | Ryan Newman              |
| Place moyenne à l'arrivée*      | 8.9   | Denny Hamlin             |

-*- signifie sur au moins 10 départs.

## Autres courses
- Le New Hampshire Indy 225 (en) était une course d'IndyCar Series qui s'est déroulée sur le circuit de 1992 à 2011 ;
- Le Bryar Motorsports Park a accueilli en 1966 la 3e course du Trans-Am Series. Elle s'est disputée sur une distance de 250 milles (402,336 km) et a été gagnée par le canadien d'origine australienne Allan Moffat conduisant une Lotus Cortina 2 litres ;
- En 2012, le circuit a accueilli une épreuve du Global RallyCross Championship ainsi que la course Bond Auto Parts Invitational faisant partie de l'American Canadian Tour ;
- Sont également organisées sur le circuit les courses sur le mini-ovale et le circuit routier des U.S. Legends Cars International, celles des Whelen All-American Series (en), celles des Bandolero Series ainsi que plusieurs courses locales[7] ;
- Depuis 2011, le circuit a également accueilli une course pour amateurs dénommée les « 24 Hours of Lemons » ;
- Le Loudon Annoying était une course du printemps qui fut organisée en 2011 et 2012 ;
- En 2018 et 2019, le circuit a accueilli une course de NASCAR Pinty's Series dénommée le « Visit New Hampshire 100 »[8] ;
- La course d'automne dénommée l'Halloween Hooptiefest s'y déroule également depuis 2012[9].